# 扶桑町町民プール
扶桑町町民プール（ふそうちょうちょうみんプール）は、かつて愛知県丹羽郡扶桑町にあった町営プールである。
2022年に取り壊され、現在跡地は扶桑町総合体育館の駐車場となっている。

## 概要
扶桑町総合体育館の隣接地にあり、大プール及び円形の幼児用プール、夜間照明施設を備えていた。1974年（昭和49年）6月15日竣工、7月31日開場。規模は953㎡、建設費は8,915万円。
大プールは学校給食共同調理場の新築用地となって2009年（平成21年）の利用を最後に取り壊され、以降は幼児用プールとして運営されていた。
2021年（令和3年）3月8日、扶桑町は学校を含む45の公共施設についてそれぞれ整備方針を定めた個別施設計画を策定。町民プールについて「施設の老朽化と利用者の減少」を理由に使用を2021年（令和3年）度から中止すると発表。2020年（令和2年）は新型コロナウイルス感染防止のためプールは開かれなかったため、町民プールの利用は結果的に2019年（令和元年）が最後となった。
2022年（令和4年）2月24日、プールを取り壊し、同じ敷地にある総合体育館の駐車場（約80台分）にすることが発表された。
扶桑町では1996年（平成8年）頃から温水プール建設を要望する声があり、町は「総合福祉センター建設後に考えていきたい」などと回答していた。2002年（平成14年）には町制50周年の記念行事として開かれた「未来を考える子ども議会」にて、町内の学生から「温水プールがほしい」と直接要望が寄せられる場面もあったが、2021年（令和3年）現在温水プール建設の計画はない。

## 施設
- 大プール（25m級プール） - 2009年（平成21年）に取り壊され、現在跡地は学校給食共同調理場になっている。
- 幼児用プール（直径18m、深さ50cm）

## 利用者
例年7月第一土曜日より8月末まで開場していた。
- 大人：100円
- 高校生：70円
- 小中学生：50円
- 幼児及び60歳以上または障害者：無料
- 利用時間：午前10時00分から午後4時45分まで（ただし、受付は午後4時20分まで）。

## 所在地
愛知県丹羽郡扶桑町大字柏森字平塚370